# Nakht (scribe)
Pour les articles homonymes, voir Nakht.
Nakht est un fonctionnaire égyptien occupant le poste de scribe et d'astronome d'Amon, probablement sous le règne de Thoutmôsis IV de la XVIIIe dynastie.

## Sépulture
Il a été enterré dans la nécropole thébaine dans la tombe TT52,.

Illustrations dans la tombe de Nakht
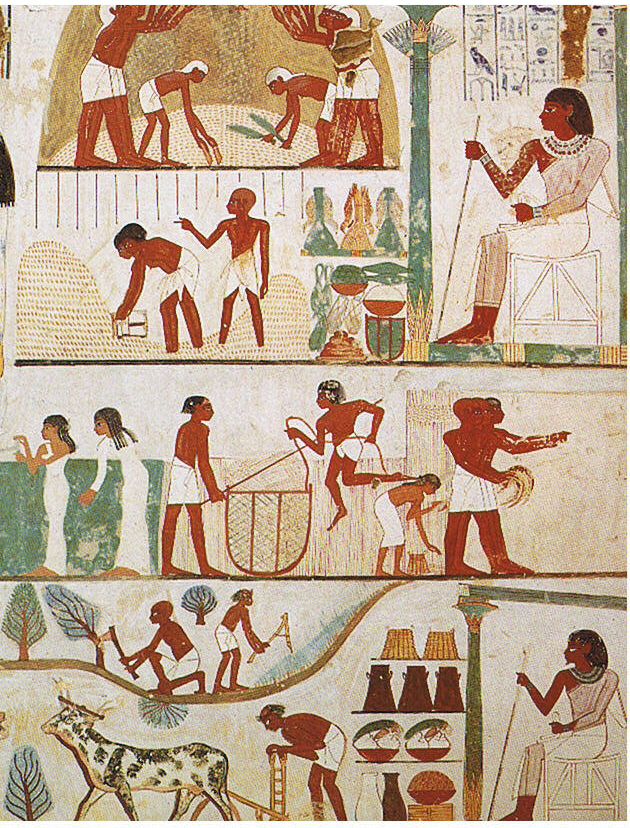
Scènes agricoles
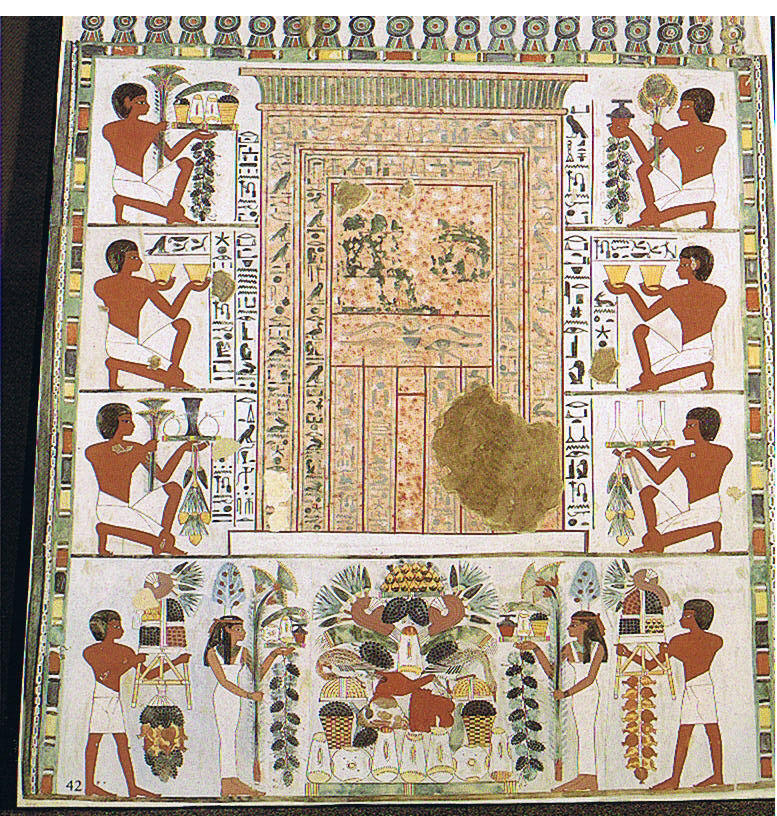
Fausse porte
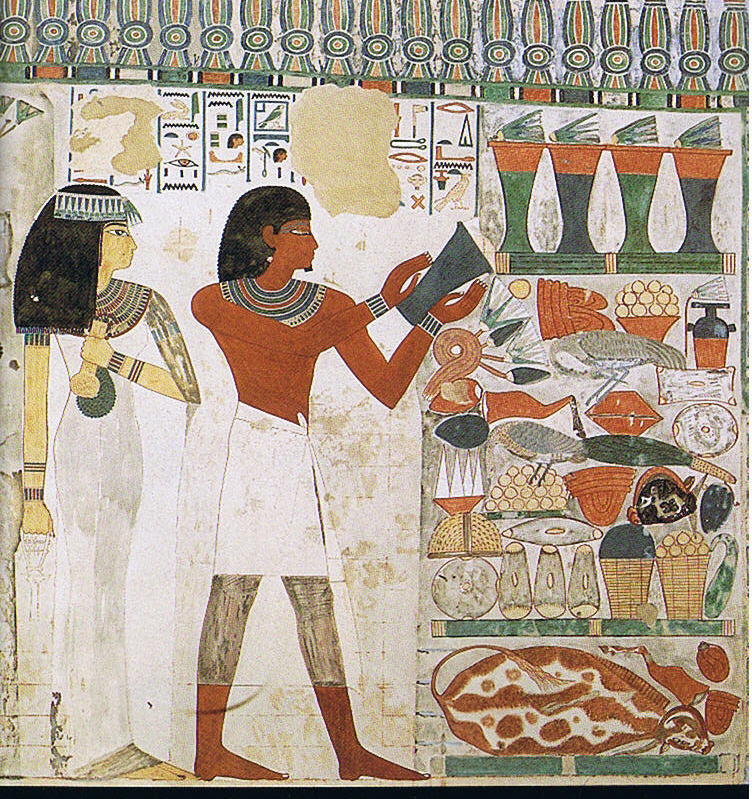
Nakht et sa femme faisant des offrandes
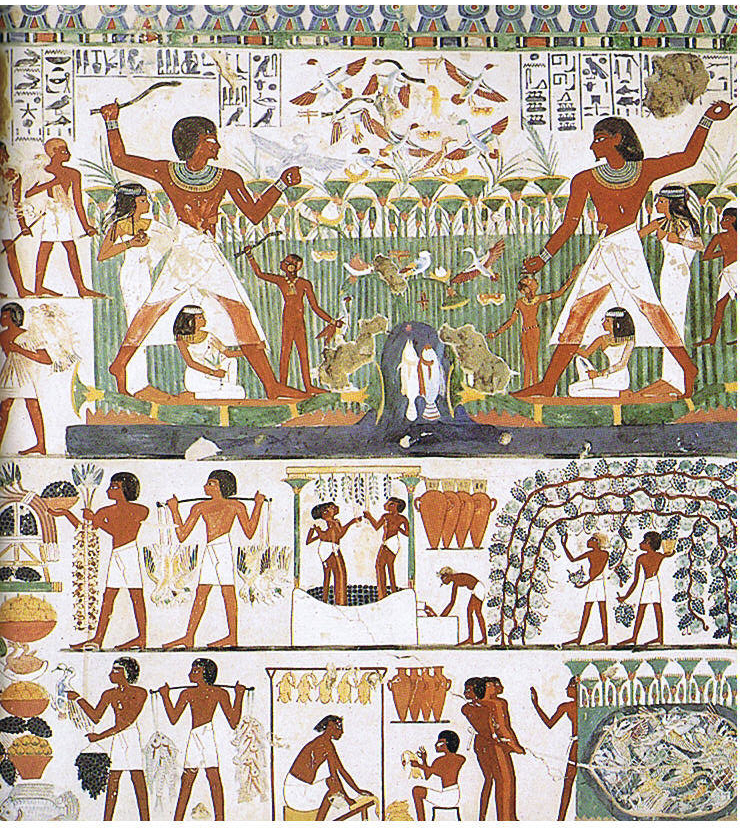
Nakht à la chasse et à la pêche
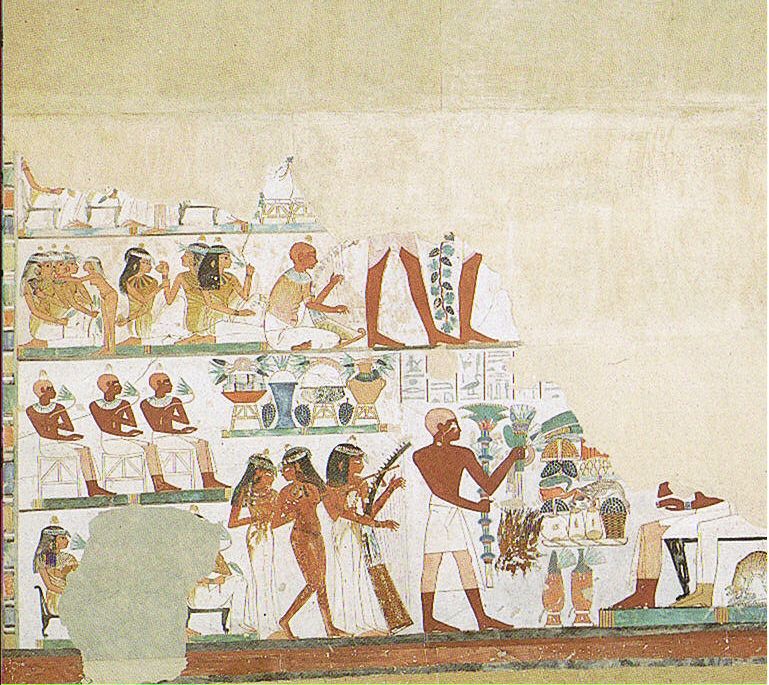
Nakht, suivi de danseuses et musiciennes

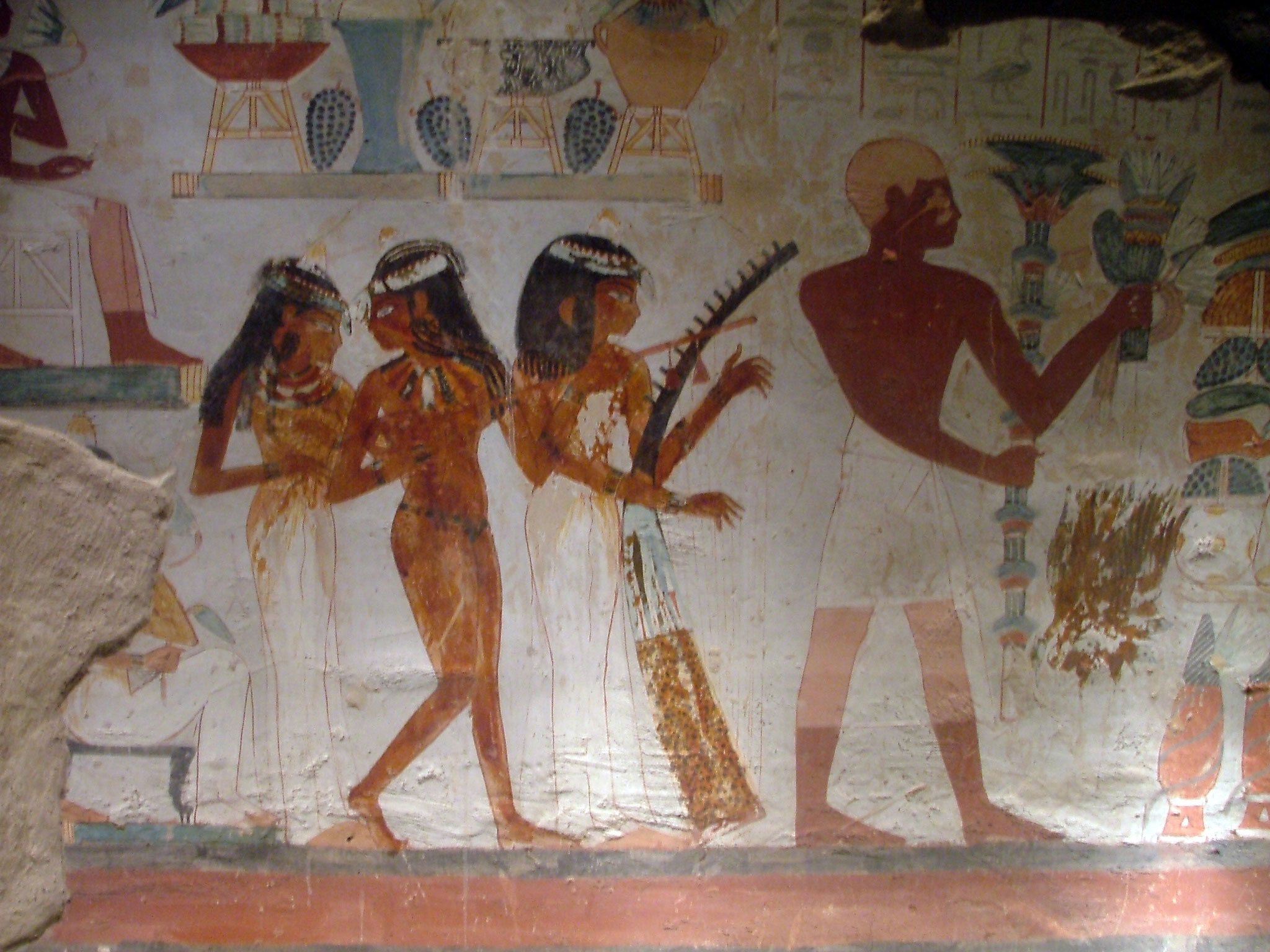
Musiciennes
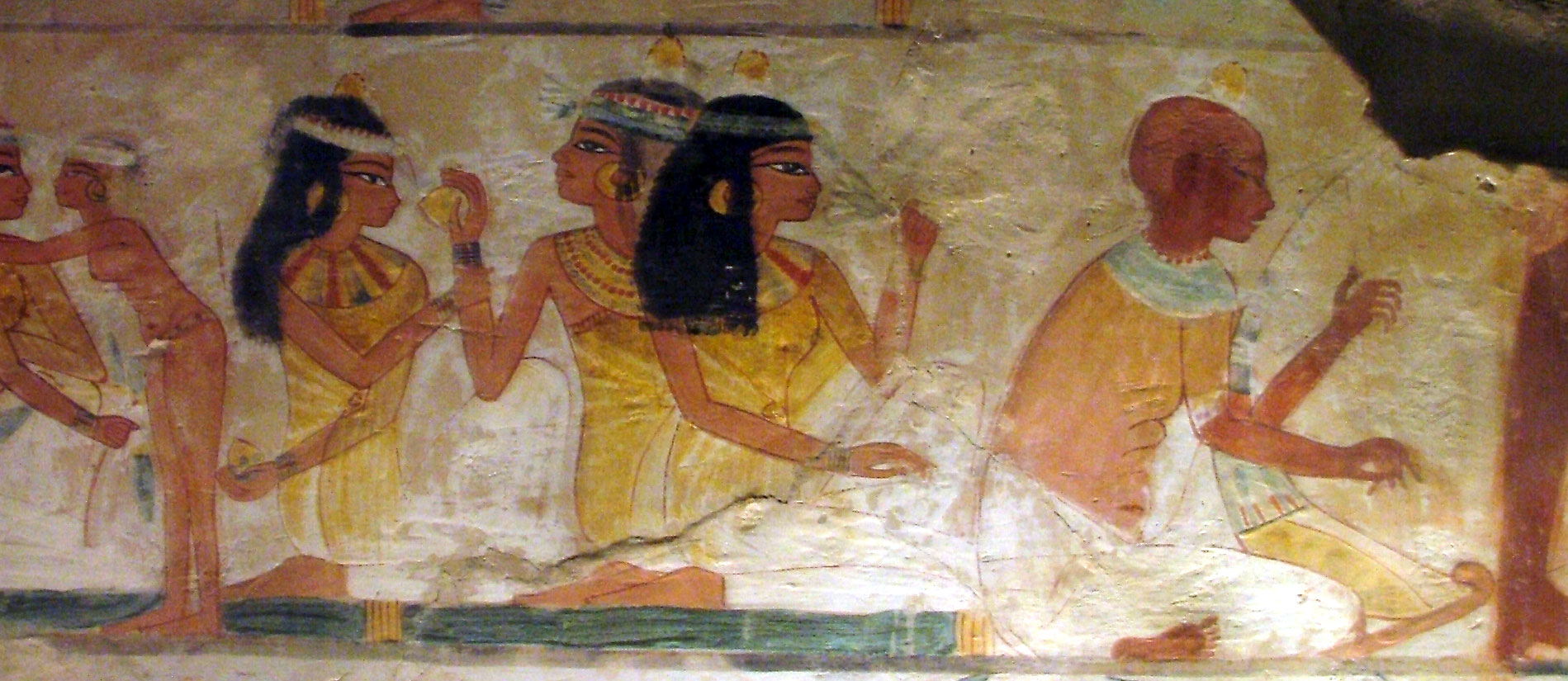
Suivantes